# Sien Hoornik

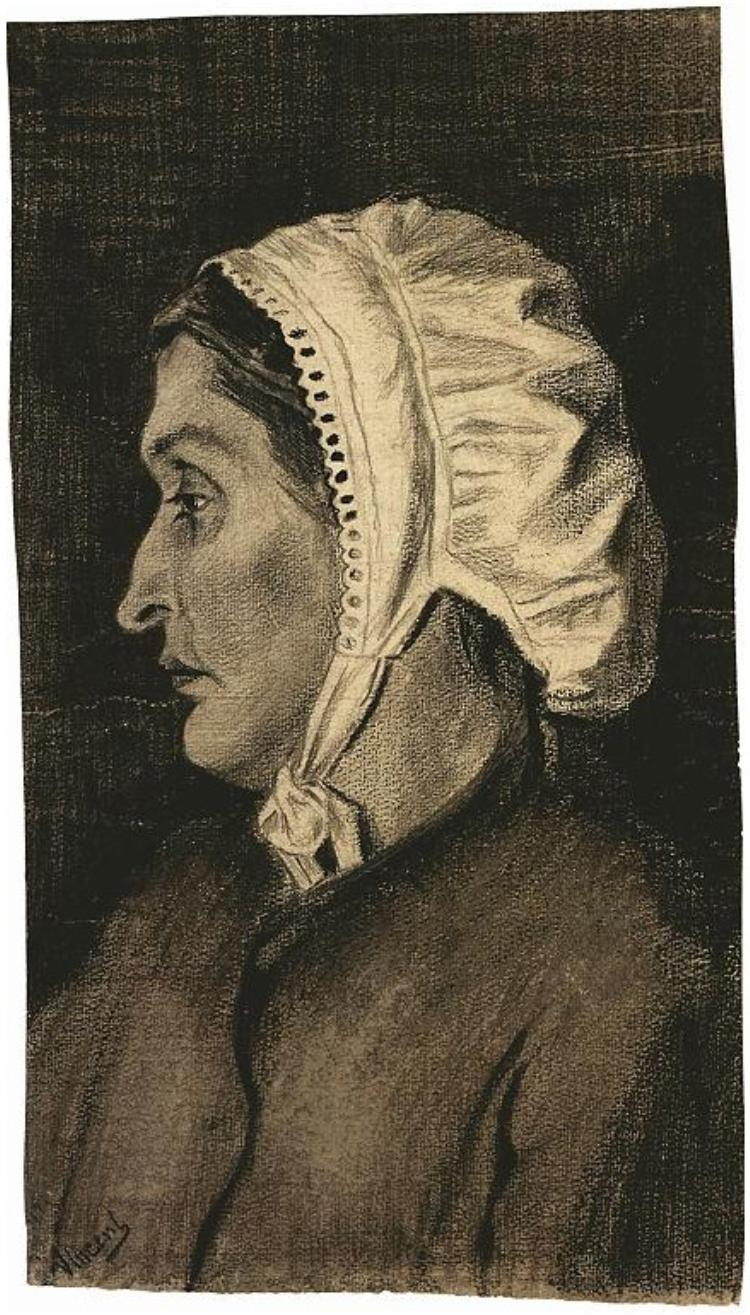
Sien Hoornik, Dezember 1882

Clasina Maria (Sien) Hoornik (* 22. Februar 1850 in Den Haag; † 22. November 1904 in Rotterdam) war eine niederländische Näherin und Prostituierte, die als Modell für Vincent van Gogh arbeitete und zeitweise seine Lebensgefährtin war. Stationen ihres Lebens sind in zahlreichen Zeichnungen und durch Briefe van Goghs festgehalten.

## Leben

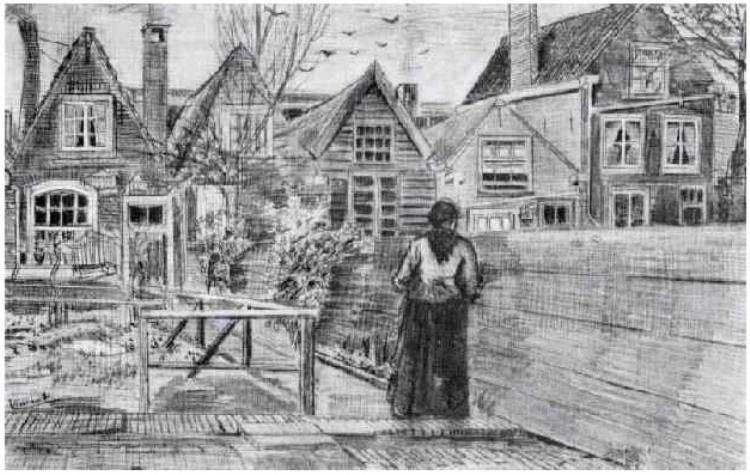
Siens Elternhaus, 1882
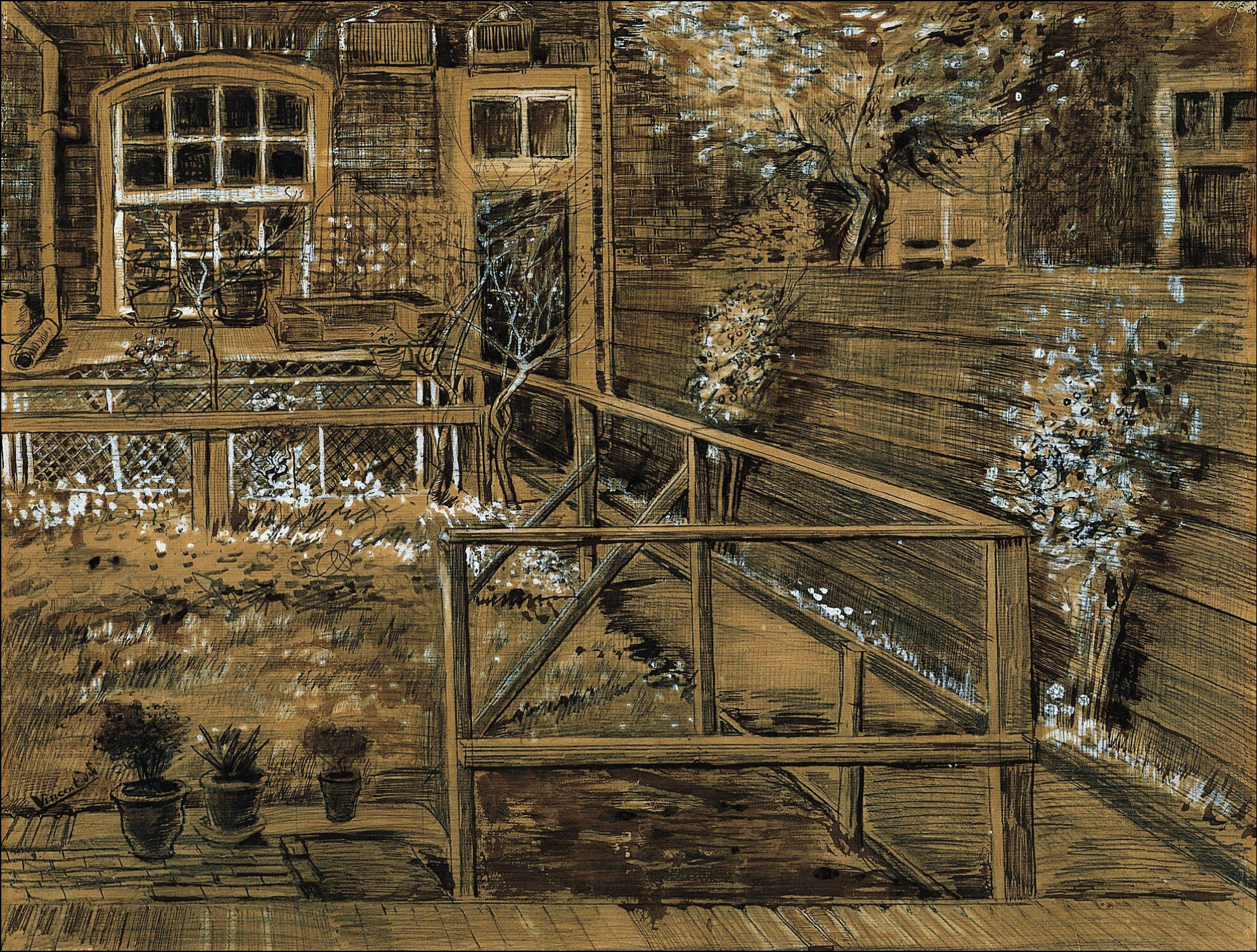

Sien wurde 1850 als ältestes von zehn Kindern in eine arme katholische Familie geboren. Von ihren zwei Schwestern und sieben Brüdern starben zwei Geschwister früh. Sie wuchs im Armenviertel „Geest“ von Den Haag auf. Ihr Vater Pieter Hoornik (1823–1875) arbeitete bis zu seinem Tod 1875 als Gepäckträger bei der Bahn, ihre Mutter Maria Wilhelmina Pellers (1829–1910) als Bedienstete. Die Familie war oft auf die öffentliche Suppenküche oder kirchliche Wohltätigkeitsorganisationen angewiesen. Eine Zeit lang lebten Sien und drei ihrer Brüder in einem katholischen Waisenhaus, weil sie zu Hause nicht ernährt und versorgt werden konnten. Sien hatte eine gewisse Bildung genossen, denn sie konnte schreiben.

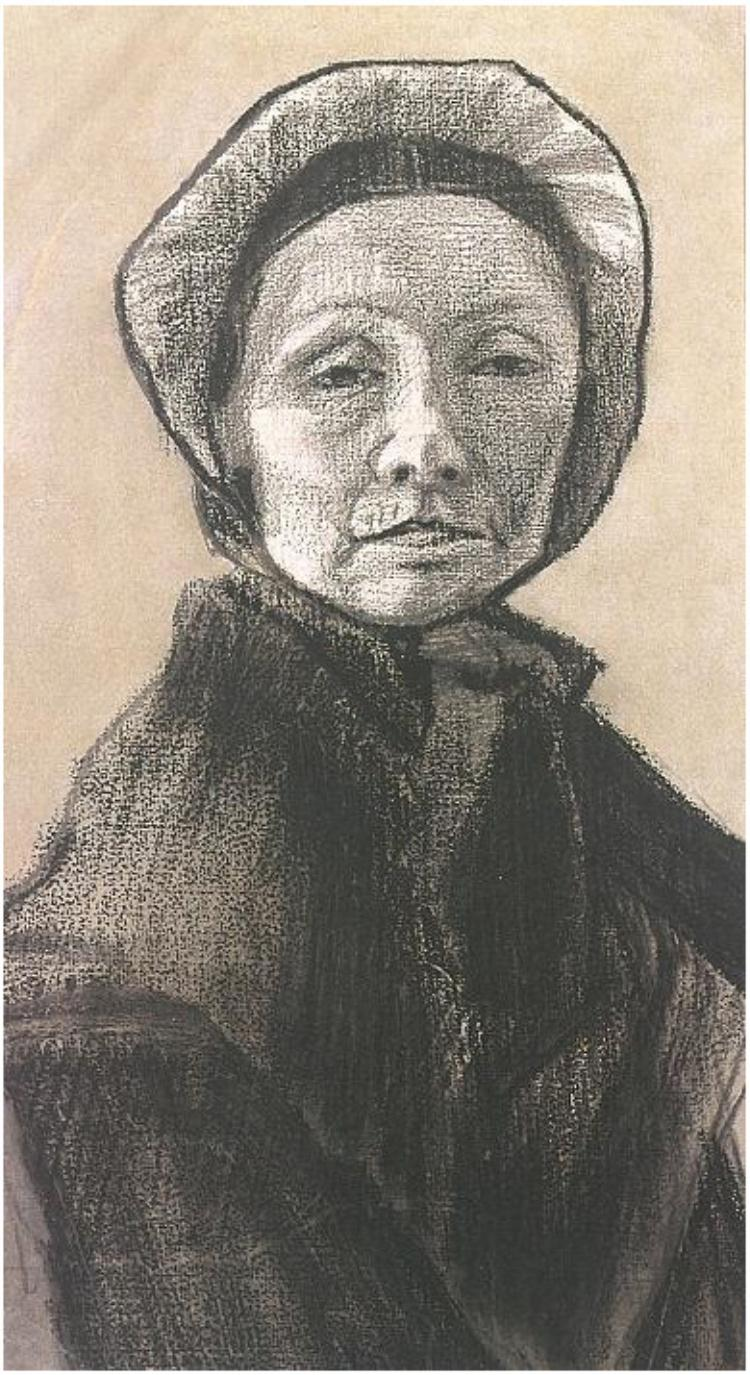
Siens Mutter, 1882
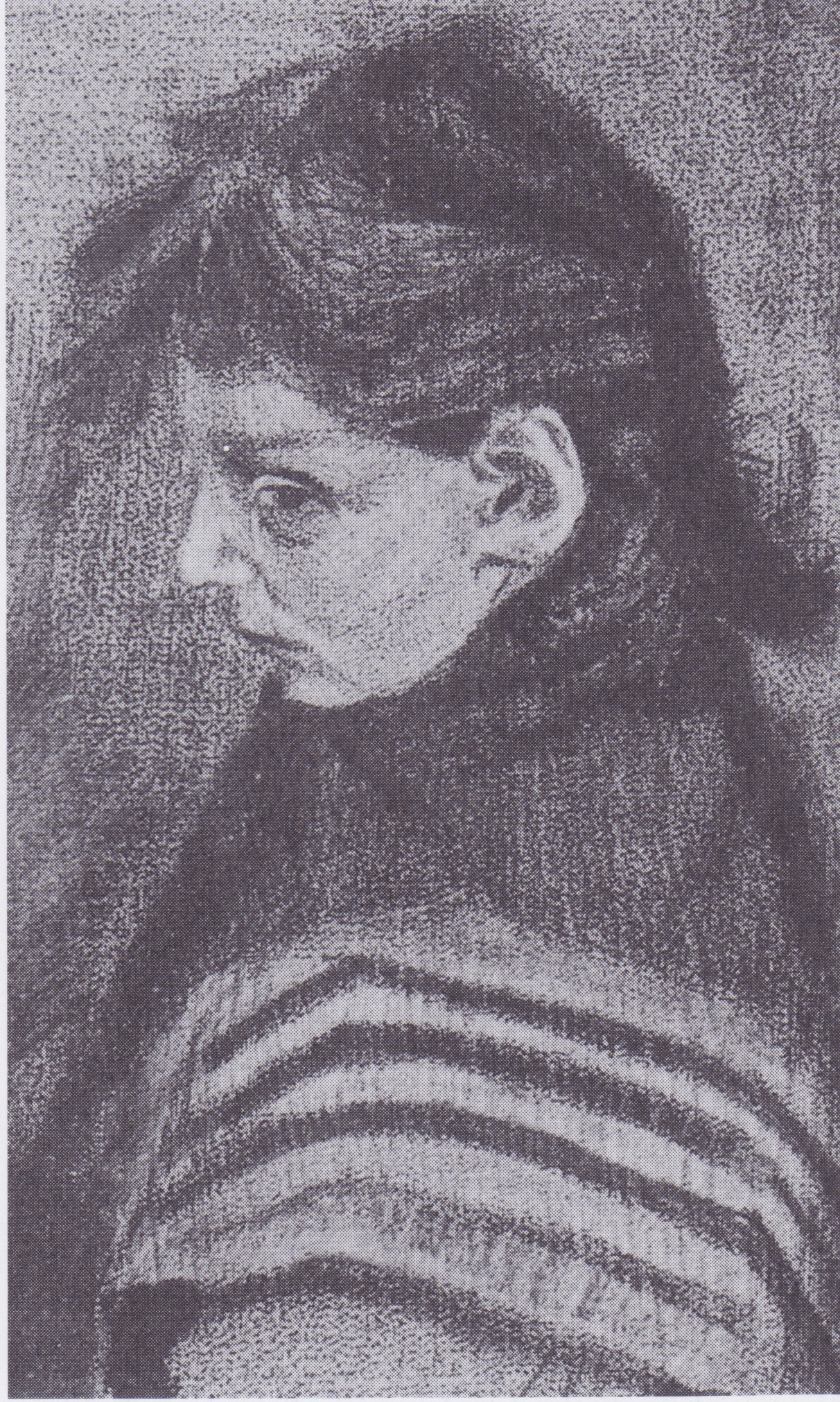
Tochter Maria, Januar 1883
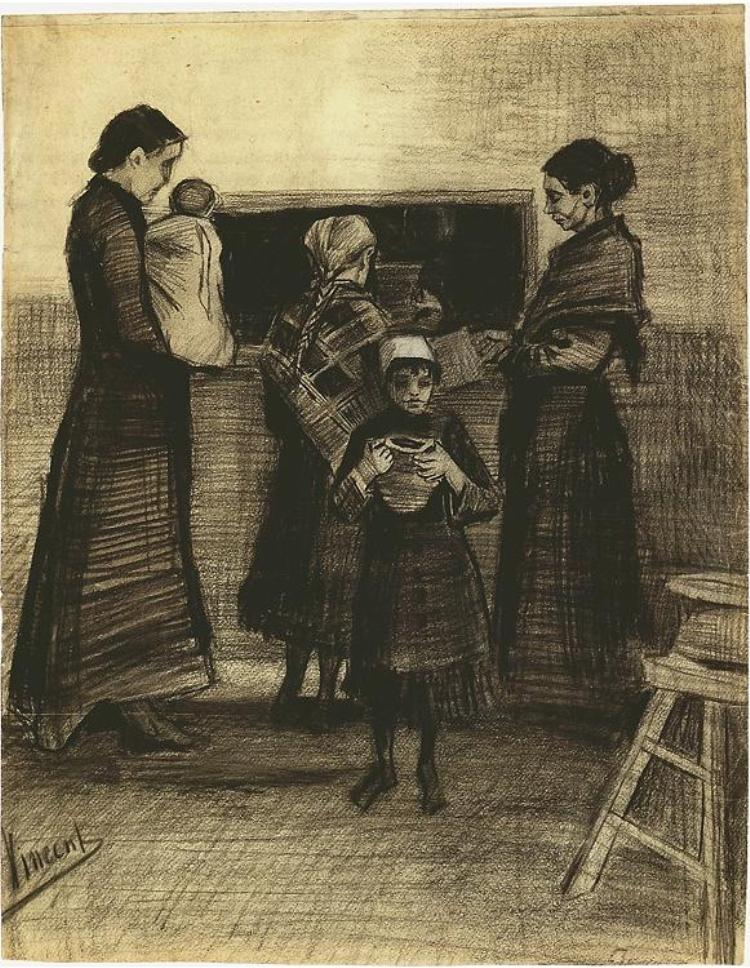
In der Suppenküche, 1883

Um die Familie zu ernähren, arbeiteten Sien und ihre Mutter als Näherinnen und putzten Häuser. Ihr Verdienst wurde durch das ergänzt, was Siens ältester Bruder Pieter Anthonie mit dem Einkommen aus seiner Arbeit als Stuhlmacher beisteuern konnte. Zwischen 1874 und 1879 brachte die unverheiratete Sien drei Kinder zur Welt, von denen ein Sohn und eine Tochter starben. Nur ihre 1877 geborene Tochter Maria Wilhelmina (1877–1940) überlebte das Kleinkindalter. Über die Väter der Kinder schwieg Sien sich aus. Sien lebte weiterhin zusammen mit ihrer Mutter und den Schwestern, aber da ihr kümmerlicher Verdienst als Näherin nicht ausreichte, versuchte sie, durch Prostitution die Existenz zu sichern. Es ist weder bekannt, ob sie in Heimarbeit nähte, angestellt war oder für wohlhabendere Auftraggeber arbeitete, noch wie regelmäßig sie gezwungen war, als Prostituierte ihren Lebensunterhalt und den ihrer Familie zu bestreiten. Im Herbst 1881 wurde sie erneut schwanger.

### 1882 bis 1883
Im Winter 1881/82 lernte Sien in Den Haag den Maler Vincent van Gogh kennen. Informationen über Siens Zusammentreffen und Leben mit ihm stammen hauptsächlich aus seinen Briefen an Familie und Freunde. Er beschrieb sie in einem Brief an seinen Bruder Theo als krank und hungrig, verlassen von dem Vater des Kindes, eine „schwangere Frau, die im Winter durch die Straßen wanderte – sie musste ihren Lebensunterhalt verdienen, du weißt ja, wie“. Den ganzen Winter über arbeitete Sien als Modell für van Gogh, ebenso wie ihre Mutter, Schwester und Tochter, und half ihm im Haushalt. Zu dieser Zeit wohnte sie mit ihrer Mutter in der Noordstraat und später in der Slijkeinde. Sie erhielt aufgrund der geringen finanziellen Mittel van Goghs nicht den vollen üblichen Lohn für das Modellstehen, aber er versorgte sie mit Essen. Sien und van Gogh, der den Plan gefasst hatte, eine „gefallene“ Frau zu retten und für sie zu sorgen, begannen eine Beziehung.

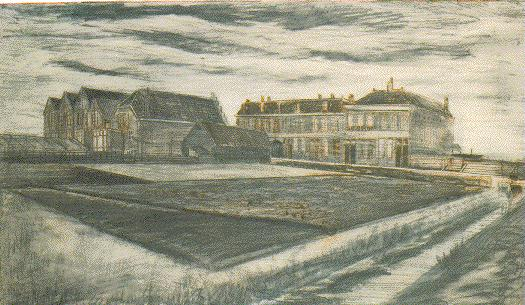
Haus im Schenkweg
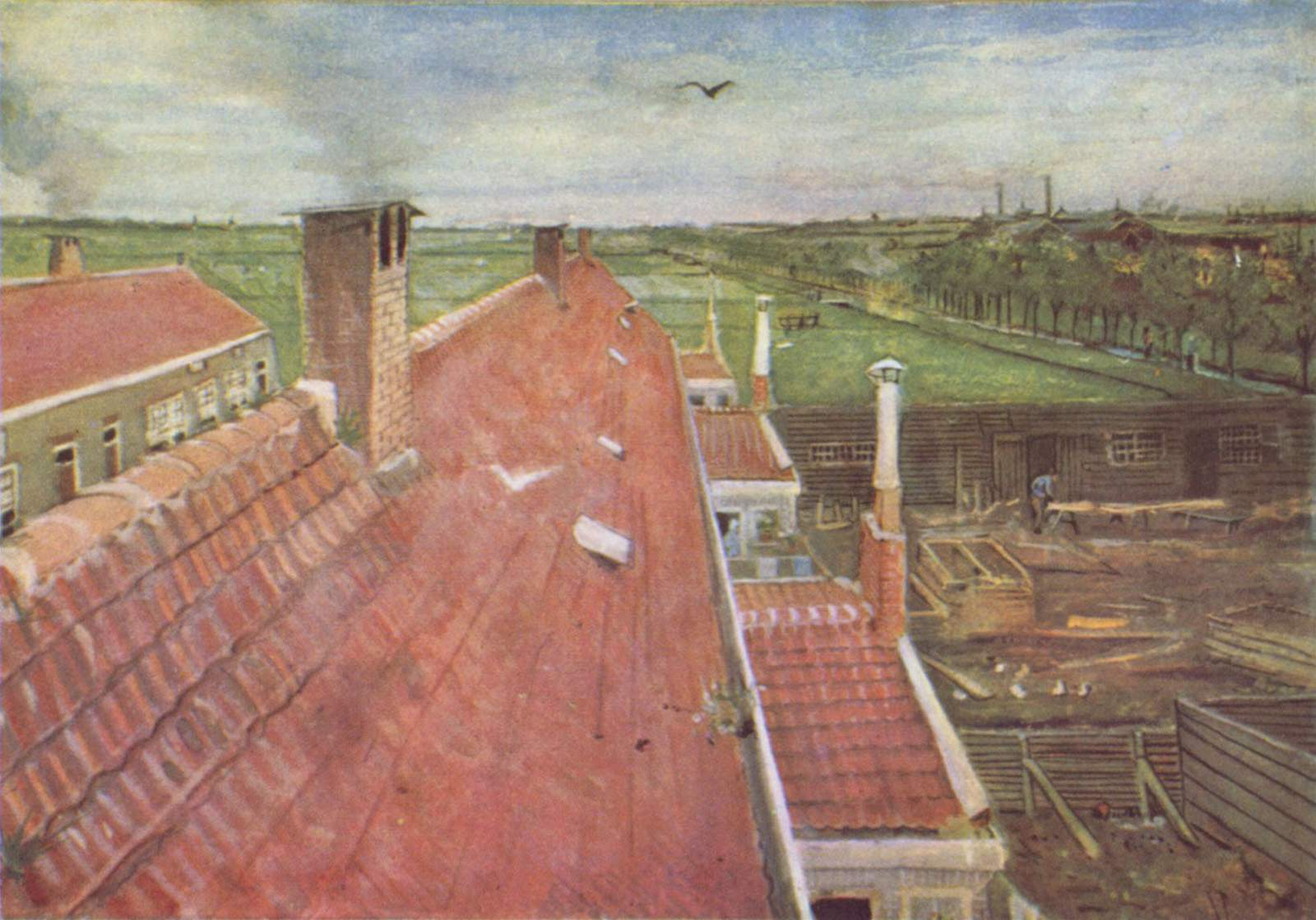
Blick aus dem Studio

Anfang 1882 hatte van Gogh für sich ein kleines Studio am Schenkweg in einem neuen Wohngebiet am Stadtrand von Den Haag gemietet, und mit der Aussicht, gemeinsam mit Sien und ihren Kindern zu leben, mietete er ein größeres Studio dort an. Obwohl Theo die Beziehung missbilligte, unterstützte er seinen Bruder weiterhin materiell, als Sien zu van Gogh zog. Damit war sie die einzige Frau, mit der van Gogh jemals eine Form von Familienleben erfuhr. Am 2. Juli 1882 brachte Sien ihren Sohn Willem (1882–1958) in einer Entbindungsklinik in Leiden zur Welt. Das Paar schien sein bescheidenes häusliches Glück zu genießen, wie aus van Goghs Briefen hervorgeht. Sien sah sich und ihre Familie versorgt und van Gogh war froh über die ständige Verfügbarkeit eines Modells, die Gemeinschaft und ein Familienleben mit Frau und Kindern. Im Mai schrieb van Gogh an Theo, dass sie heiraten wollten.

Zeichnungen von Sien als Schwangere, 1882
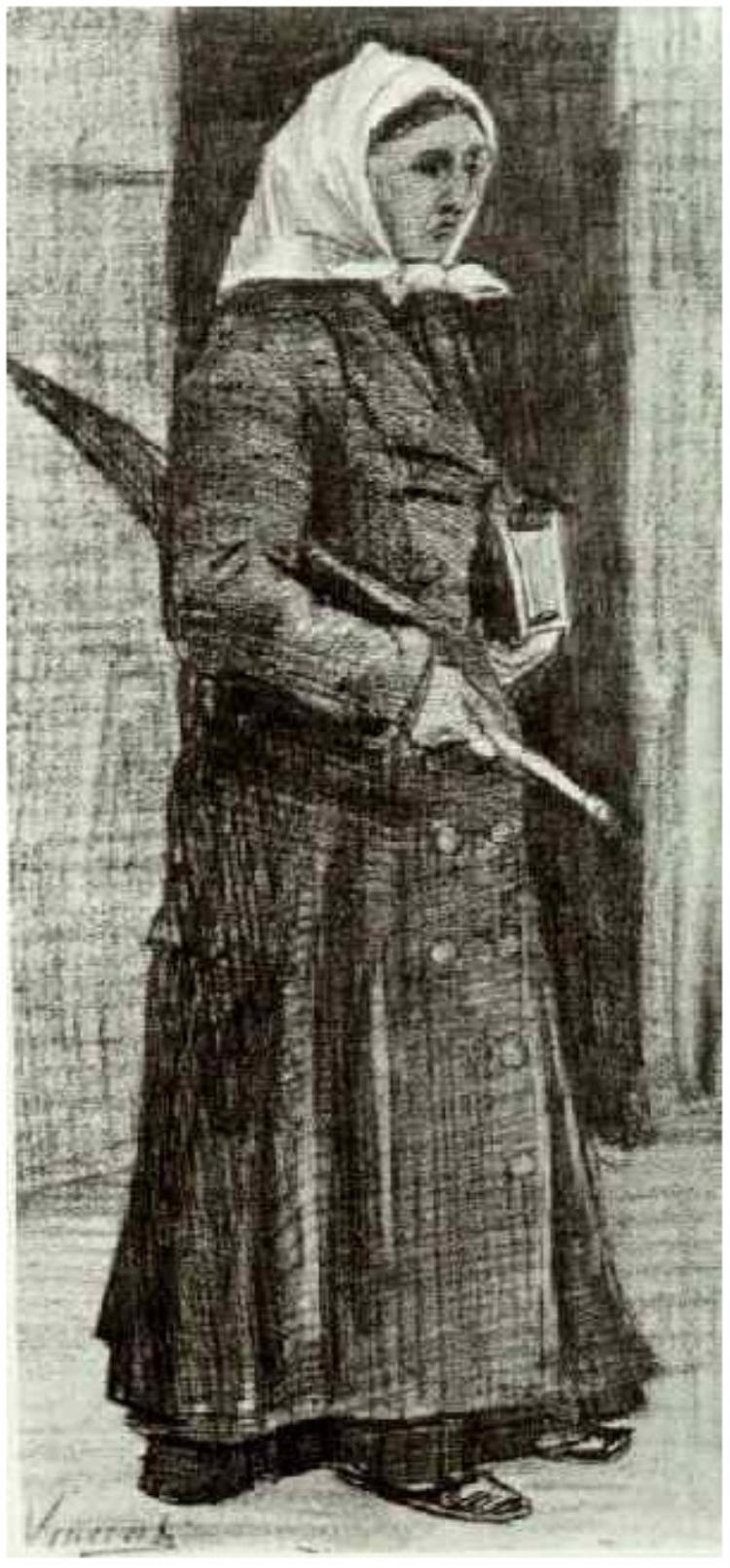
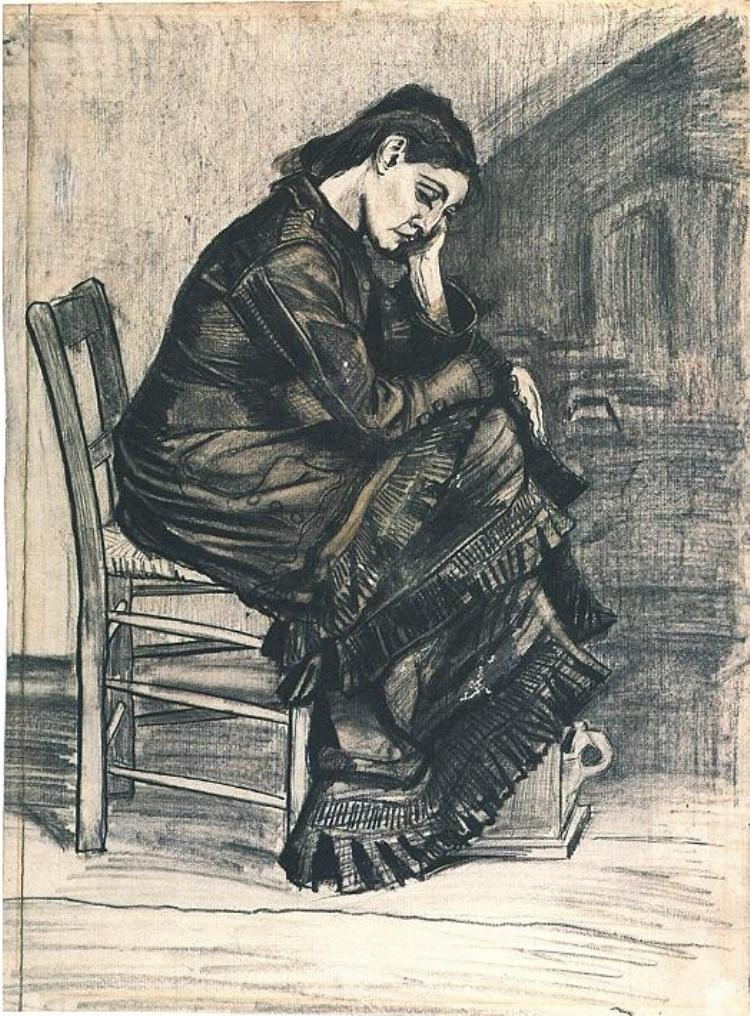
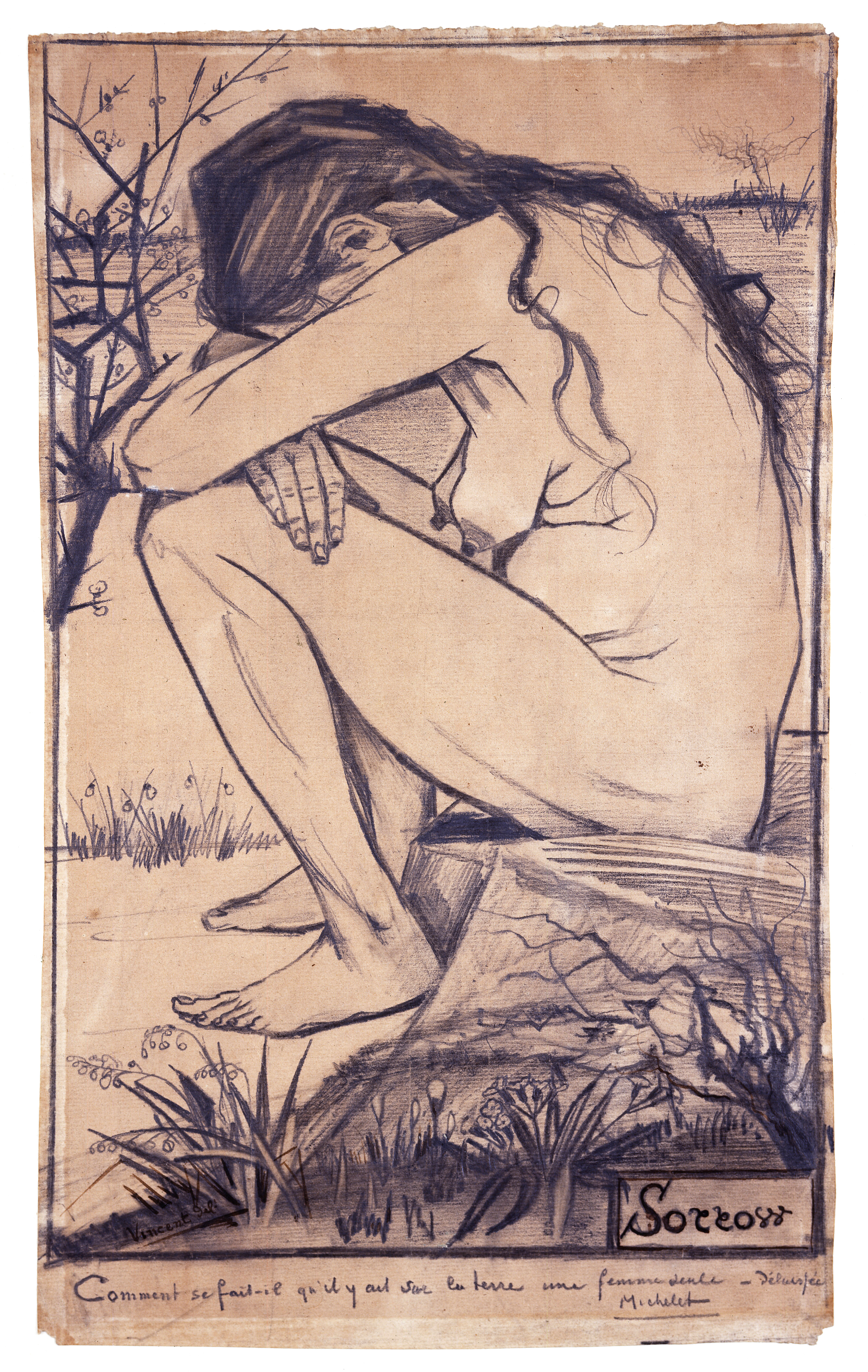
Sorrow
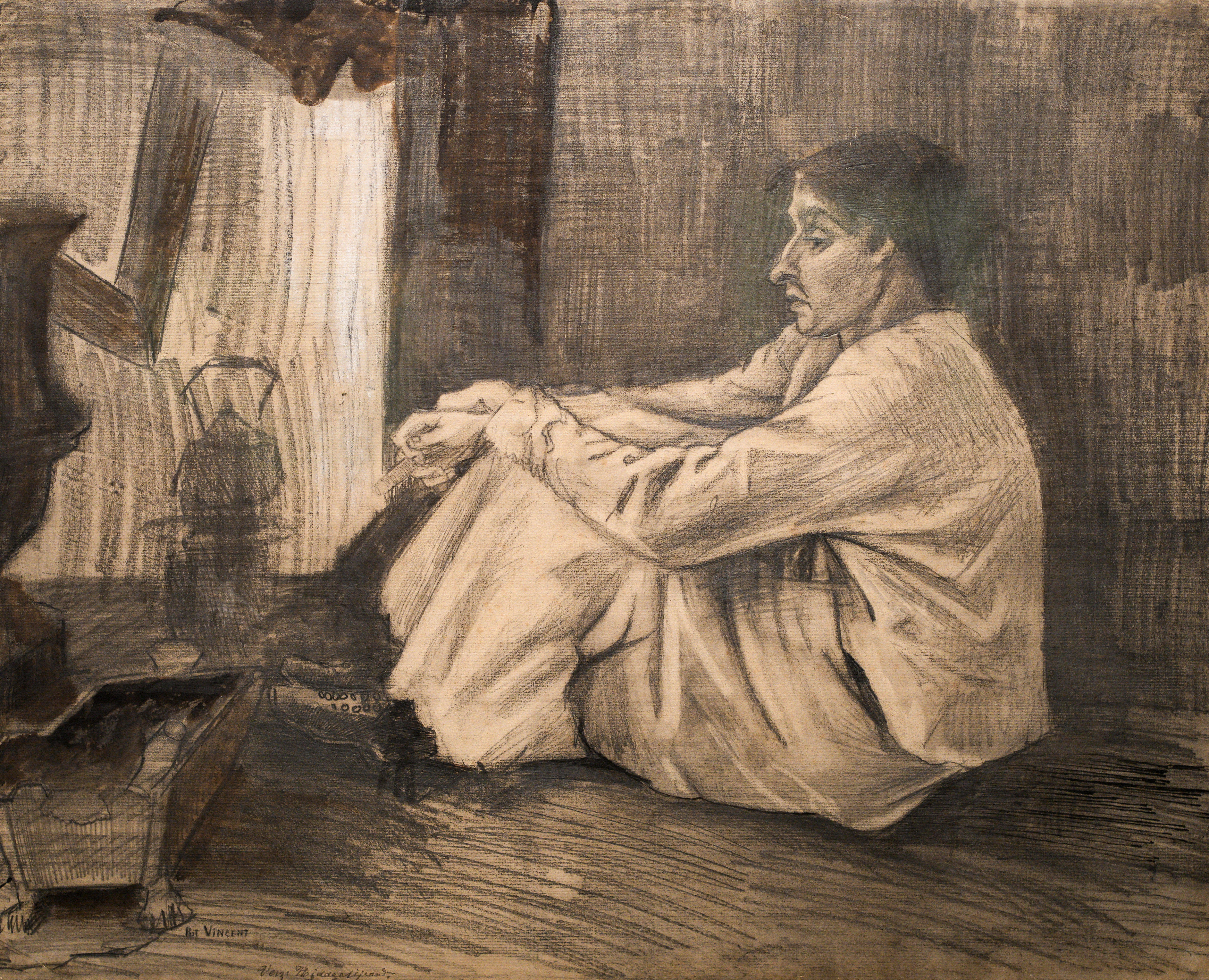
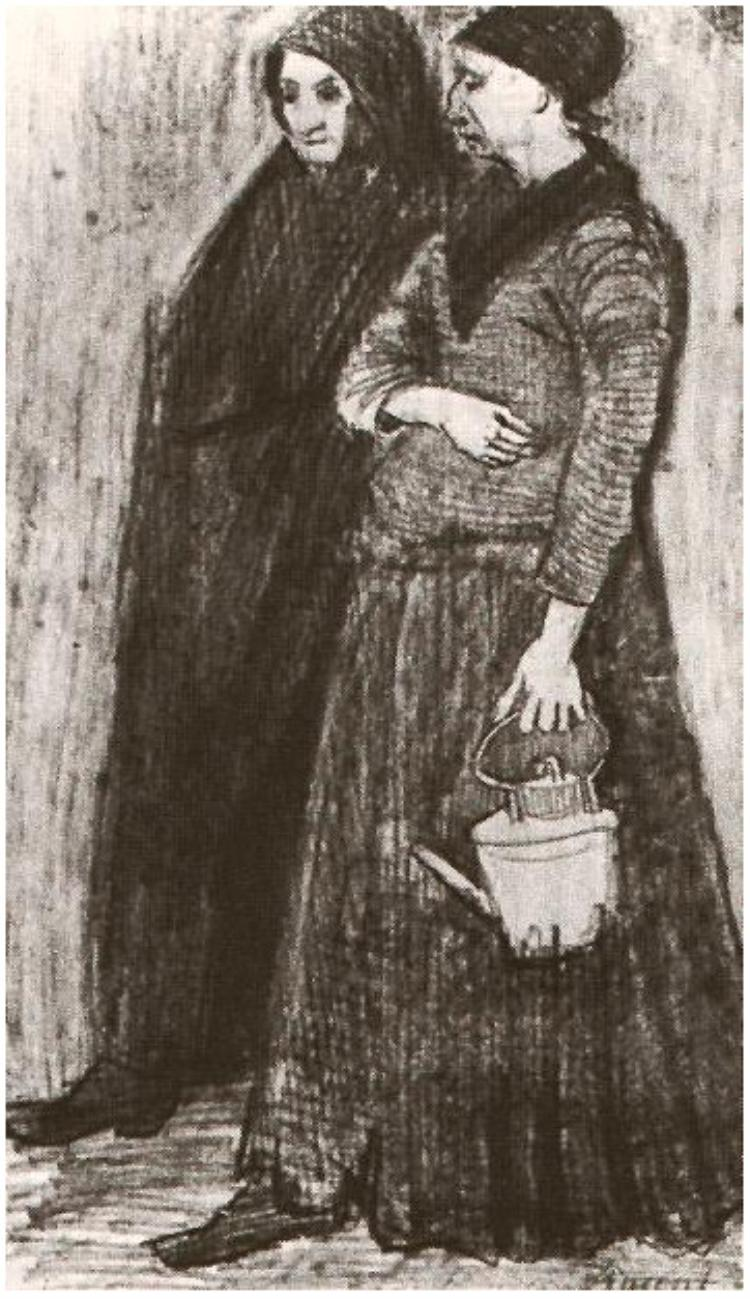

Aus der Zeit von Siens Schwangerschaft sind viele Zeichnungen erhalten. Sie zeigen sie bei Besorgungen mit ihrer Mutter, mit Schirm und Gebetbuch allein auf dem Weg zur Kirche oder auf dem Boden sitzend nahe der Feuerstelle. Eine der frühesten Zeichnungen mit dem Titel Sorrow zeigt Sien als Sinnbild der schwangeren, verlassenen, verzweifelten Frau, als Opfer der gesellschaftlichen Zustände.
Nach Willems Geburt entstanden bis zum Frühjahr 1883 Skizzen von Sien als Mutter bei der Versorgung des Kindes, beim Stillen oder wie sie das Baby auf dem Schoß wiegt. Van Gogh zeichnete sie auch mit ihrer Tochter und in schlichter, zweckmäßiger Kleidung bei der Verrichtung alltäglicher Tätigkeiten. Dazu gehören Skizzen von Sien beim Kartoffelschälen, beim Nähen oder kniend beim Beten.

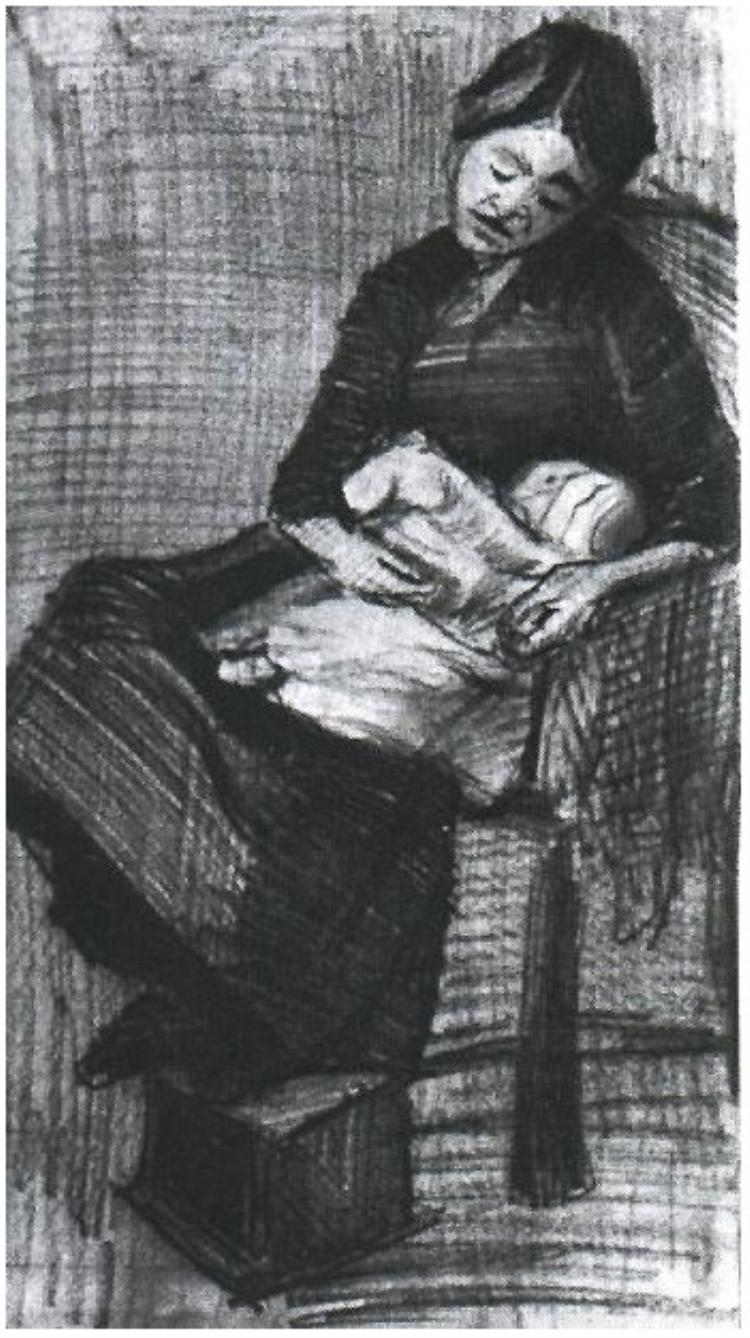
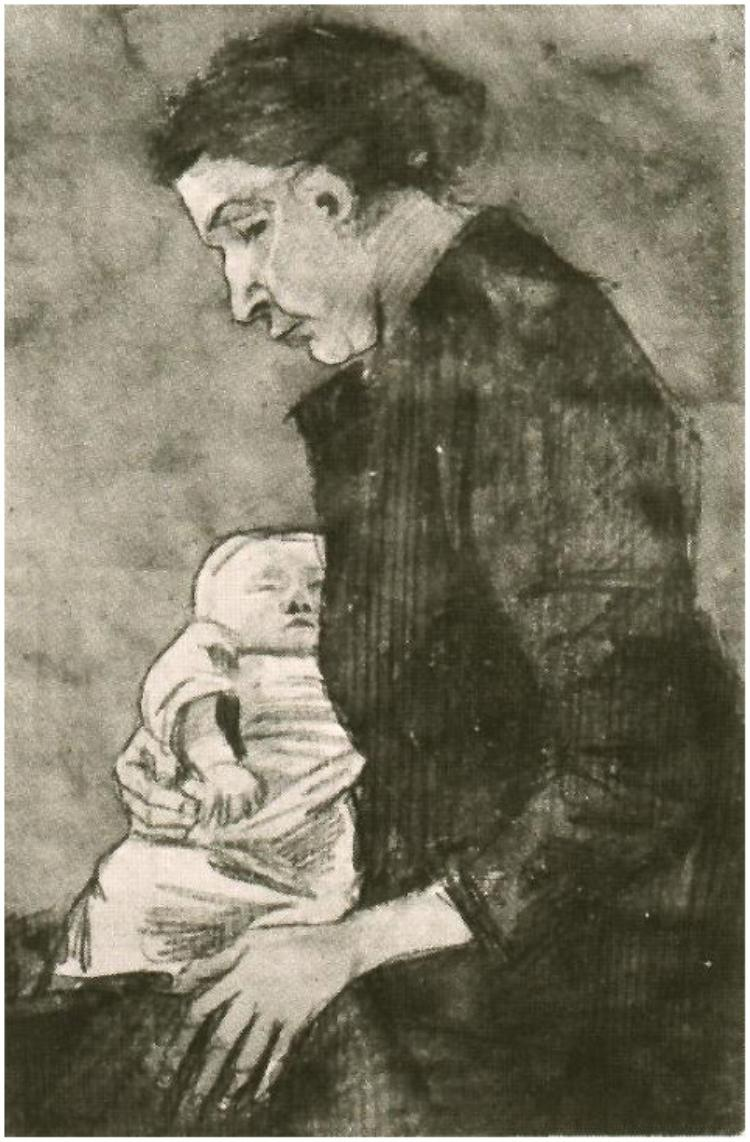
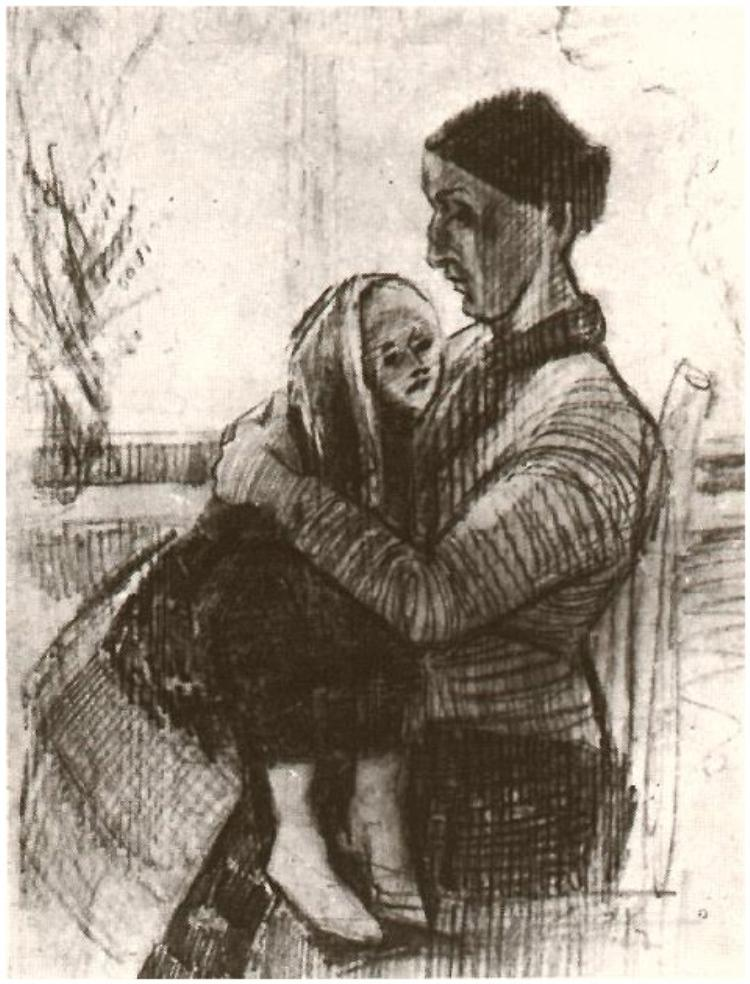
1882
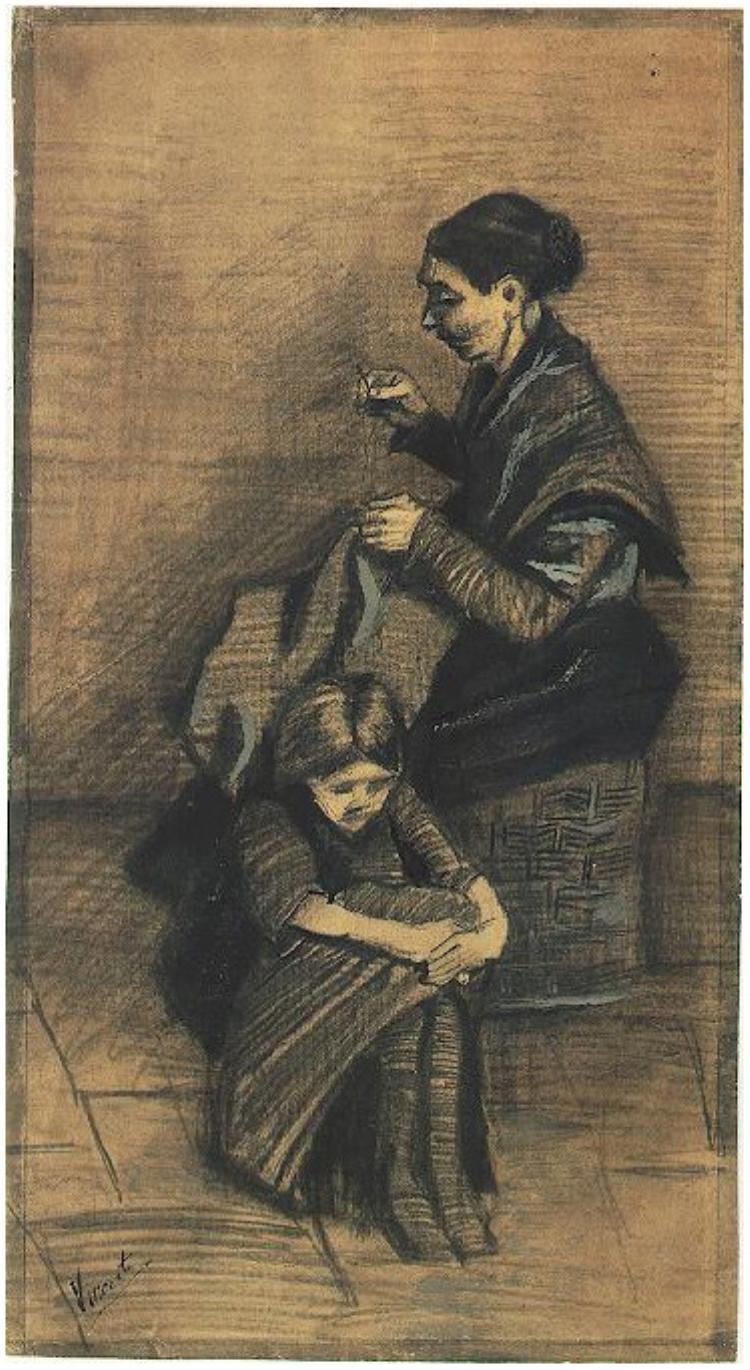
März 1883
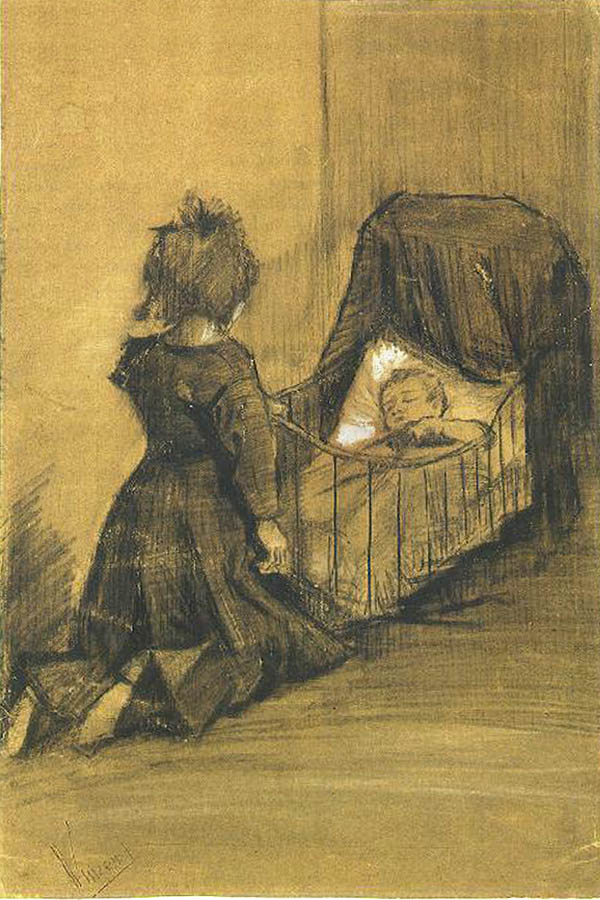
März 1883
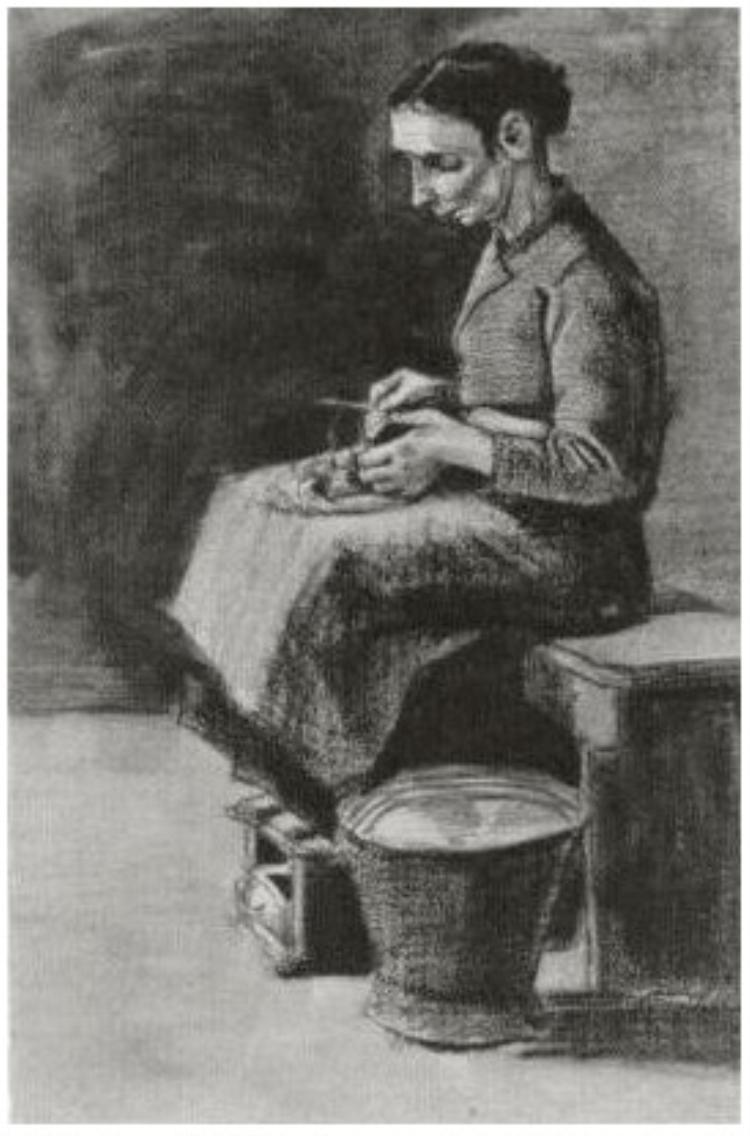
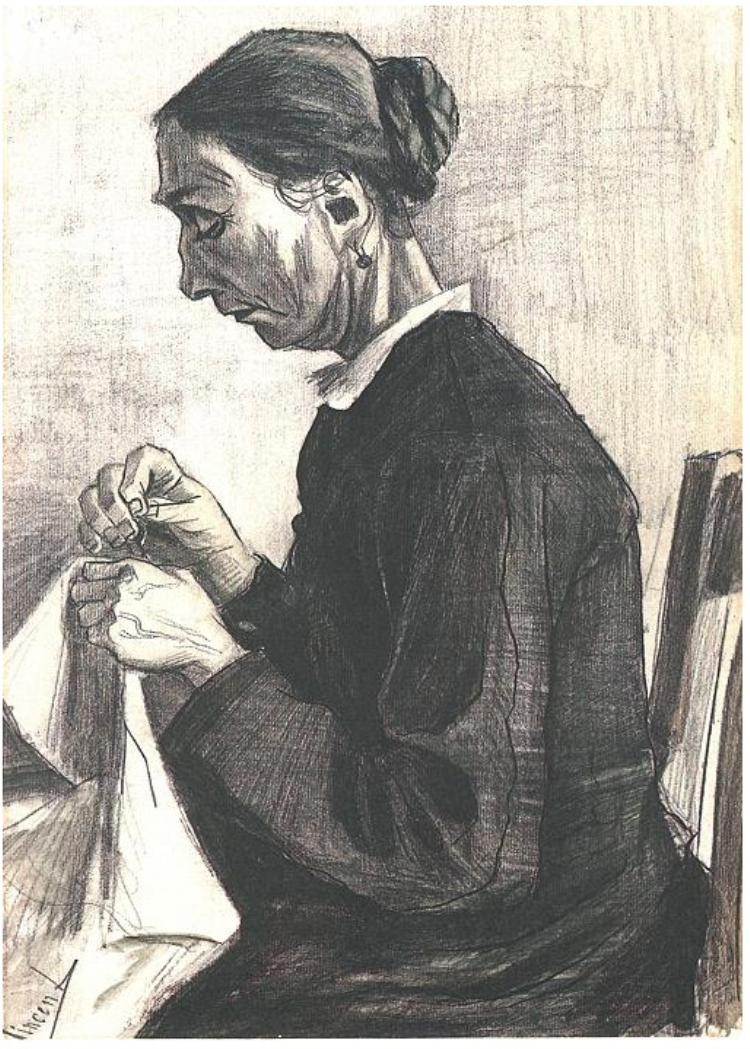
März 1883

Ab dem Frühjahr 1883 verschlechterte sich ihre Beziehung. Van Gogh beklagte in Briefen an seinen Bruder Siens Launenhaftigkeit, ihr aufbrausendes Verhalten, ihre Verzweiflung, die er nicht verstand, sowie ihre zunehmende Gleichgültigkeit und ihre Verweigerung seiner Vorstellung eines häuslichen Lebens. Er machte ihre Armut, mangelnde Bildung und den Umgang mit den falschen Menschen, einschließlich ihrer Familie, dafür verantwortlich, während Siens Familie verächtlich auf den dürftigen Haushalt im Schenkweg blickte und der Meinung war, er beute sie aus, würde sie nicht heiraten und sie letztlich auf Druck seiner Familie verlassen. Als van Gogh im September 1883 Den Haag verließ und nach Drenthe ging, zog Sien mit ihren Kindern zu ihrer Mutter in die Bagijnestraat im Rotlichtviertel. Sie versuchte mit Aushilfsarbeiten und als Wäscherin ihren Lebensunterhalt zu finanzieren. Im Dezember 1883 sah sie van Gogh wieder, der sie „in großem Elend und bei sich verschlechternder Gesundheit“ beschrieb.

### 1884 bis 1904
In den folgenden Jahren zog Sien mehrmals innerhalb Den Haags um, bevor sie im Juli 1888 nach Delft ging. Ihre Tochter ließ sie bei ihrer Mutter und ihren Sohn bei ihrem Bruder Pieter, hielt aber vermutlich sporadisch Kontakt zu ihren Kindern. Um 1890 bis 1891 lebte sie in Antwerpen, danach erneut in Den Haag, 1895 in Rotterdam und im Jahr 1900 für ein Jahr in Dordrecht. In den Einwohnermelderegistern wurde sie meist als Dienstmädchen und Näherin geführt.
Ab dem 1. Juli 1901 war sie unter der Adresse des zehn Jahre jüngeren Brotbäckers Arnoldus Franciskus van Wijk (1860–1916) gemeldet, der seit dem 27. Juni in der Verlaatstraat Nr. 30 in Rotterdam wohnte. Am 4. September 1901 heiratete das Paar und van Wijk adoptierte Maria und Willem. Am 22. November 1904 wurde Sien tot im Kanal Provenierssingel in Rotterdam gefunden. Ihre Leiche wurde per Lastkahn zum Hauptfriedhof nach Crooswijk (Algemene Begraafplaats Crooswijk) im Norden der Stadt transportiert. Als Todesursache wurde Ertrinken festgestellt. Sie wurde zunächst unidentifiziert begraben, weil Arnoldus van Wijk sie erst am 28. November bei der Polizei als vermisst meldete. Der Leichnam wurde daraufhin exhumiert und offiziell von ihm identifiziert.